# Bataille de Mersa Matruh
Campagne d'Afrique du Nord de la Seconde Guerre mondiale
Batailles
Guerre du Désert
- Invasion de l'Égypte
- Compass (Fort Capuzzo
- Nibeiwa
- Sidi Barrani
- Bardia
- Tobrouk (1941)
- Mechili
- Beda Fomm)
- Koufra
- Siège de Giarabub
- Sonnenblume
- El Agheila (1941)
- Siège de Tobrouk (Raid sur Bardia
- Raid Twin Pimples)
- Skorpion
- Brevity
- Battleaxe
- Crusader (Flipper
- Bir el Gubi (novembre 1941)
- Point 175
- Bir el Gubi (décembre 1941))
- Fort Lamy
- Gazala (Bir Hakeim
- Tobrouk (1942))
- Mersa Matruh
- El Alamein (juillet 1942) (Raid sur l'aérodrome de Sidi Haneish)
- Alam el Halfa
- Agreement (Caravan)
- Bertram
- Braganza
- El Alamein (octobre 1942) (Avant-poste Snipe)
- El Agheila (1942)

Débarquement allié en Afrique du Nord
- Blackstone
- Casablanca
- Reservist
- Terminal
- Port Lyautey
- Brushwood

Campagne de Tunisie
- Course pour Tunis
- Ligne Mareth
- Sidi Bouzid
- Kasserine
- Sejnane
- Ochsenkopf
- Capri
- Ksar Ghilane
- Pugilist
- El Guettar
- Wadi Akarit
- Longstop Hill
- Hill 609
- Vulcan
- Flax
- Retribution
- Strike

La bataille de Mersa Matrouh est un affrontement de la guerre du Désert de la Seconde Guerre mondiale s'étant déroulé du 26 au 29 juin 1942, à la suite de la défaite de la 8e armée du général Claude Auchinleck à la bataille de Gazala. Elle opposa la Panzerarmee Afrika du Generalfeldmarschall Erwin Rommel composé d'unités allemandes et italiennes aux forces alliées de la 8e armée comprenant les Xe (général William Holmes) et XIIIe corps (général William Gott).

## Description
Le 27 juin 1942 la 90e division légère dirigée par le général allemand Ulrich Kleemann comprenant seulement 1 500 hommes réussit à ouvrir une brèche entre le Xe et le XIIIe corps, perturbant littéralement les ravitaillements entre les lignes ennemies. Dans la nuit du 28 au 29 juin, les Britanniques tentèrent de contre-attaquer sans succès. Le lendemain, les forces britanniques se replièrent de Marsa Matruh, laissant 6 000 autres prisonniers et une grande quantité de matériel divers entre les mains de l'ennemi.
La chute de Marsa Matrouh provoque un changement dans la direction de la 8e armée britannique : le général Neil Ritchie est remplacé par Claude Auchinleck. De nouveaux renforts en hommes et en moyens sont apportés du Moyen-Orient.